# Epitrimerus filipendulae
Epitrimerus filipendulae är en spindeldjursart som först beskrevs av Johan Ivar Liro 1940.  Epitrimerus filipendulae ingår i släktet Epitrimerus, och familjen Eriophyidae. Arten är reproducerande i Sverige.